# Jarikatte, Davanagere
Jarikatte là một làng thuộc tehsil Davanagere, huyện Davanagere, bang Karnataka, Ấn Độ.